# Czarny Młyn (powiat pucki)
Czarny Młyn (kaszb. Czôrnowsczi Młin lub też Czôrny Młin, Czarnowsczi Młin, niem. Czarnauermühle, dawniej Czarnowo) – osada kaszubska w Polsce położona w województwie pomorskim, w powiecie puckim, w gminie Puck. Osada wchodzi w skład sołectwa Mieroszyno. Na zachód od miejscowości znajduje się rezerwat przyrody Moroszka Bielawskiego Błota. Miejscowość jest atrakcyjnie położona pod względem turystycznym – niezamieszkane, spokojne miejsce blisko morza oraz miast takich jak Gdańsk czy Gdynia.
Wieś królewska w starostwie puckim w powiecie puckim województwa pomorskiego w II połowie XVI wieku. W latach 1975–1998 miejscowość administracyjnie należała do województwa gdańskiego.